# Galeopsomyia
Galeopsomyia is een geslacht van vliesvleugeligen uit de familie Eulophidae. De wetenschappelijke naam van dit geslacht is voor het eerst geldig gepubliceerd in 1916 door Girault.

## Soorten
Het geslacht Galeopsomyia omvat de volgende soorten:
- Galeopsomyia compacta (Howard, 1897)
- Galeopsomyia cupreus (Ashmead, 1894)
- Galeopsomyia deilochus (Walker, 1839)
- Galeopsomyia epidius (Walker, 1847)
- Galeopsomyia fausta LaSalle, 1997
- Galeopsomyia flavipes (Howard, 1897)
- Galeopsomyia glypta Perioto, Costa & Lara, 2011
- Galeopsomyia haemon (Walker, 1847)
- Galeopsomyia itauna Perioto & Costa, 2009
- Galeopsomyia macaxeira Perioto, Costa & Lara, 2011
- Galeopsomyia multisulcata (Girault, 1917)
- Galeopsomyia nicaraguaensis (Cameron, 1904)
- Galeopsomyia nigrocyanea (Ashmead, 1886)
- Galeopsomyia persimilis (Ashmead, 1904)
- Galeopsomyia scadius (Walker, 1843)
- Galeopsomyia squamosa (Girault, 1917)
- Galeopsomyia sulcata (Howard, 1897)
- Galeopsomyia transcarinata (Gahan, 1919)
- Galeopsomyia valerus (Walker, 1839)
- Galeopsomyia viridicyanea (Ashmead, 1904)